# Blackshore: Anmäld försvunnen
Blackshore: Anmäld försvunnen (engelska: Blackshore) är en irländsk kriminal- och dramaserie från 2024 som består av sex avsnitt. Serien hade svensk premiär den 13 juli 2024 på SVT Play.

## Handling
Serien kretsar kring polikommisarie Fia Lucey som återvänder till sin hemstad och blir inblandad i ett fall som rör en försvunnen person.

## Rollista (i urval)
- Lisa Dwan - Fia Lucey
- Rory Keenan - Cian Furlong
- Jade Jordan - Donna Walsh
- Amy De Bhrún - Niamh Furlong
- Stanley Townsend - Bill McGuire
- Aidan McArdle - Charlie Reid
- Barry McGovern - Dr. Whelan